# Etel Szyc
Etel Szyc (jid. עטיל שיץ; ur. 26 września 1960 w Lublinie) – polska aktorka teatralna i filmowa oraz działaczka społeczności żydowskiej.
Urodziła się w Lublinie w rodzinie żydowskiej, jako córka poety Nuchyma Szyca (1921–1990) i jego żony Klary (1931–2023). Ukończyła podstawową i średnią szkołę muzyczną w klasie fortepianu. Jest magistrem pedagogiki wczesnoszkolnej z terapią pedagogiczną. W 1989 zdała aktorski egzamin eksternistyczny dla aktorów dramatu w Warszawie. W latach 1979–1988 adeptka, a w 1988–1997 aktorka Teatru Żydowskiego w Warszawie. Od 1994 jest nauczycielką w Prywatnej Szkole Podstawowej nr 94 Lauder–Morasha w Warszawie. Prowadzi zajęcia z kultury żydowskiej, muzyki i piosenki żydowskiej, tańca izraelskiego, dramy i teatru. Jest reżyserem przedstawień szkolnych o tematyce związanej z historią i tradycją żydowską. Koordynator międzyszkolnego programu Inni to także my. Była instruktorką w Klubie Seniora przy Towarzystwie Społeczno-Kulturalnym Żydów w Polsce – tworzyła i realizowała programy dla klubu Oddziału Warszawskiego.
Od 2002 prowadzi Warsztaty dla Dzieci na Festiwalu Kultury Żydowskiej w Krakowie. Od 2004 prowadzi Warsztaty dla Dzieci na Festiwalu Kultury Żydowskiej w Warszawie. Prowadziła wiele warsztatów o tematyce żydowskiej dla dzieci i młodzieży podczas różnych imprez w Warszawie i innych miastach. Aktywnie uczestniczy w życiu kulturalnym Gminy Wyznaniowej Żydowskiej w Warszawie i Lublinie. Współpracuje ze wszystkimi organizacjami żydowskim, współorganizując imprezy.
W latach 2007–2010 – prezes Fundacji im. Ireny Sendlerowej. Od 2012 prezes Fundacji Ner Tamid – Wieczne światło. Od 2016 prowadzi agencję turystyczną DERECH – JEWISH TRAVEL AGENCY, która obsługuje turystów chcących zwiedzić miejsca związane z historią Żydów w Polsce.

## Kariera
| - 2023: Delegacja - 2016: Wołyń - 2011: W ciemności - 2002: Pianista - 2001: Boże skrawki - 2000: Daleko od okna - 1997: Boża podszewka - 1993: Lista Schindlera - 1993: Dwa księżyce - 1991: Jeszcze tylko ten las - 1991: Cheat - 1990: Mój izkor. Pamięci tych, którzy odeszli na zawsze - 1989: Odbicia (odc. 6) - 1989: Gorzka miłość - 1988: Skrzypce Rotszylda - 1986: Z podniesionymi rękami - 1985: War and love - 1982: Austeria | - 1993: My Żydzi polscy - 1992: Trubadur z Galicji - 1990: Ballada o ślubnym welonie - 1984: Sen o Goldfadenie - 1981: Poszukiwacze złota - 1980: Jakub i Ezaw - 2004: Ninas resa - 2001: Powstanie |